# Justus Amadeus Lecerf
Justus Amadeus Lecerf (* 23. Juni 1789 in Rosendorf bei Weißenfels; † 28. März 1868 in Dresden) war ein deutscher Komponist, Musiklehrer und städtischer Musikdirektor in Aachen.

## Leben und Wirken
Lecerf übersiedelte noch in jungen Jahren nach Leipzig, wo er die Schule besuchte, durch Thomaskantor August Eberhard Müller ersten Klavierunterricht erhielt und bereits 1803/04 durch Klavierkonzerte von Mozart und Beethoven auf sich aufmerksam machte. Um 1807 begann er ein Studium der Rechtswissenschaften und schloss dieses mit der Zulassung zum Rechtsanwalt ab. Während dieser Zeit blieb aber seine Neigung zur Musik stets lebendig, und so entschloss er sich ab 1815 eine Ausbildung zum Pianisten an der Kreuzschule in Dresden bei Christian Theodor Weinlig und anschließend in Paris bei Anton Reicha zu absolvieren, der ihn darüber hinaus in die Theorie des Kontrapunktes einwies. Nach dieser Zeit übernahm Lecerf im Jahr 1817 als Privatlehrer den Klavier- und Gesangsunterricht für die Prinzessinnen des polnischen Adelshauses Schoenaich-Carolath, ging aber bereits drei Jahre später zurück nach Paris, wo er in gleicher Funktion tätig war. Wiederum drei Jahre später siedelte er  aus familiären Gründen zunächst nach Dresden über, bevor er im Jahr 1824 einem Ruf nach Aachen folgte, wo er bis 1829 als Städtischer Musikdirektor für das Sinfonieorchester Aachen am dortigen Theater Aachen zuständig war.
1829 ließ er sich in Berlin nieder, wo er bis 1843 als Gesanglehrer am Köllnischen Gymnasium und einigen Privatschulen tätig war. 1832 bewarb er sich um die Stelle des Direktors der Berliner Singakademie, die jedoch Carl Friedrich Rungenhagen erhielt. 1838 bis 1840 korrespondierte er mit Robert Schumann – zumeist in eigener Sache.
Schließlich zog es ihn 1843 wiederum aus familiären Gründen zurück nach Dresden, wo er nun bis zu seinem Ableben im Jahr 1868 privaten Gesang- und Klavierunterricht erteilte. 

## Schaffen
Am Dresdner Hoftheater kam 1848 sein neu vertontes Singspiel nach Texten von Johann Wolfgang von Goethes Jery und Bätely mit einer von Goethe eigens für Lecerf hinzugefügten Schlussszene  zur Aufführung. Darüber hinaus komponierte er neun Gesänge zu Goethes Faust, eine Trauermotette zum Tod Friedrich Wilhelms III., zahlreiche Lieder, Balladen und zwei Klaviersonaten.

## Werke (Auswahl)
- Neun Gesänge zu Goethes Faust, Berlin: Magazin für Kunst, Geographie und Musik, 1825 – Überarbeitete Neuausgabe 1838 bei Adolf Martin Schlesinger in Berlin
- Gesänge und Gesangsübungen für die Jugend, Erstes Heft, 1835
- Trauermotette „Des Lebens Tag ist schwer und schwül“ zum Tod Friedrich Wilhelm III. für vier Singstimmen und Klavier, Berlin: Trautwein 1840
- Klaviersonate C-Dur op. 21/1, Berlin: Trautwein 1840
- Klaviersonate g-Moll op. 21/2, Berlin: Trautwein 1840
- Jery und Bätely, Singspiel 1848

## Weblink
- Liedkompositionen von J. A. Lecerf (Memento vom 19. April 2015 im Internet Archive)

| Personendaten    | Personendaten                                                            |
| ---------------- | ------------------------------------------------------------------------ |
| NAME             | Lecerf, Justus Amadeus                                                   |
| KURZBESCHREIBUNG | deutscher Komponist, Musiklehrer und städtischer Musikdirektor in Aachen |
| GEBURTSDATUM     | Juni 1789                                                                |
| GEBURTSORT       | Bosendorf bei Weißenfels                                                 |
| STERBEDATUM      | 28. März 1868                                                            |
| STERBEORT        | Dresden                                                                  |